# Maurice Durquetty
Pour l’article ayant un titre homophone, voir Durquety.
Maurice Durquetty est un joueur français de pelote basque. 

## Biographie
Maurice Durquetty s'inscrit à l'épreuve de pelote basque aux Jeux olympiques d'été de 1900 à Paris en compagnie d'Etchegaray. Ils se retirent de la compétition et le premier prix est attribué à l'équipe espagnole, qui est la seule autre inscrite. Durquetty et Etchegaray sont considérés comme les médaillés d'argent